# Monika Miglancowa
Monika Miglancowa (ur. 15 marca 1883 w Załężu, zm. ?) – polska działaczka narodowa, szczególnie aktywna na terenie Karbia.

## Życiorys
Urodziła się 15 marca 1883 roku w Załężu (późniejsza część Katowic), gdzie uczęszczała do miejscowej szkoły powszechnej. Po wyjściu za mąż za kupca Józefa Miglanca osiadła na stale w Karbiu (późniejsza część Bytomia). 
W 1903 roku mocno zaangażowała się kampanię Wojciecha Korfantego do Reichstagu m.in. poprzez rozdawanie ulotek. W czasie odbywającego się w 1913 roku masowego strajku górników wspomagała Zjednoczenie Zawodowe Polskie przez udzielnie członkom zniżek na towary. Sama także należała do tej organizacji i zapisała do niego także swojego męża Józefa jako członka honorowego. Związkowcy zaczynali się regularnie spotykać w ich mieszkaniu.
Po I wojnie światowej zaangażowała się w działalność propolską na rzecz przyłączenia Górnego Śląska do Polski. Ufundowała m.in. sztandar, który zabierano na manifestacje poparcia dla sprawy polskiej. Po I powstaniu śląskim odwiedzała aresztowanych powstańców, niosąc im wsparcie, natomiast jej mąż jako powstaniec musiał uciekać za granicę.
W 1919 roku została wybrana do rady gminy Karb. Przy jej współudziale obrady i protokoły z posiedzeń zaczęto sporządzać w języku polskim. Zasiadała także w radzie miejscowej szkoły powszechnej. Walcząc o możliwość nauki w języku polskim na znak protestu nie wysyłała swoich dzieci do szkoły, a gdy nie przyniósł on rezultatów, wraz z radą rodzicielską i nauczycielami postanowiła zamknąć szkołę, dzięki czemu Karb jako pierwsza gmina na Górnym Śląsku uzyskała pozwolenie na dodatkowe lekcje w języku polskim.
Aktywnie działała w Towarzystwie Polek w Karbiu oraz organizowała wiece i spotkania w okresie przedplebiscytowym. W okresie plebiscytu urządzała wiece i zebrania, a z ramienia Czerwonego Krzyża zbierała datki na podarunki dla polskich dzieci przystępujących do pierwszej komunii świętej. Po III powstaniu śląskim nakazała zawiesić na dworcu polski sztandar. Po przyłączeniu części Górnego Śląska do Polski wyprowadziła się z Karbia. Osiedliła się w Szarlocińcu (późniejsza część Chorzowa), pomagając uchodźcom w znalezieniu mieszkania. W 1928 roku przeprowadziła się do Rybnej (późniejsza część Tarnowskich Gór).
Data i miejsce jej śmierci nie są znane.

## Upamiętnienie
Jej sylwetka była prezentowana na wystawie „60 na 100: Sąsiadki. Głosem Kobiet o powstaniach śląskich i plebiscycie” powstałej w 2019 roku jako projekt Regionalnego Instytutu Kultury w Katowicach przez Małgorzatę Tkacz-Janik.